# Regija privezivanja matriksa
Regija privezivanja matriksa, skraćeno ´S/MAR (od eng. scaffold/matrix attachment region) i SAR (eng. scaffold-attachment region) i MAR (eng. matrix-associated region) su sekvencije DNK eukariotskih kromosoma na koje se prikači jezgrin matriks. Kao arhitekturne sastavnice DNK koji organiziraju eukariotski genom u funkcionalne jedinice unutar stanične jezgre,  S/MAR-ovi posreduju u strukturnoj organizaciji kromatina u jezgri. Ovi elementi tvore sidrišne točke DNK za kromatinsku skelu i služe za organizirati kromatin u strukturnoj domeni. Studije o pojedinim genima dovele su do zaključka da dinamična i složena organizacija kromatina uz posredstvo elemenata S/MAR igra važnu ulogu u reguliranju genskojg izražaja.